# 鈴村興太郎
鈴村 興太郎（すずむら こうたろう、1944年（昭和19年）1月7日 - 2020年（令和2年）1月15日）は、日本の経済学者。専門は、社会選択理論・厚生経済学。学位は、経済学博士（一橋大学）。一橋大学名誉教授、早稲田大学栄誉フェロー、早稲田大学名誉教授。文化功労者。日本学士院会員。
京都大学助教授、一橋大学教授、早稲田大学教授、社会選択・厚生学会（The Society for Social Choice and Welfare）会長、日本経済学会会長、日本学術会議副会長、を歴任。日本学士院賞・紫綬褒章・瑞宝重光章を受章。Fellow of the Econometric Society。

## 人物
愛知県常滑市の常滑焼業者の家に長男として生まれる。高校時代に安保闘争をきっかけに政治・経済システムに関心をもつ。進学先の一橋大学では荒憲治郎ゼミナールに所属した。大学3年の夏にケネス・アロー『社会的選択と個人的評価』を読了し衝撃を受ける。その後厚生経済学及び社会的選択理論の研究者になることを決意した。
1973年からケンブリッジ大学ブリティッシュ・カウンシル・スカラーとして留学。その際フランク・ハーン及びマイケル・ファレルがアドバイザーとしてついた。ハーンの勧めでアマルティア・センやテレンス・ゴーマンと議論するため、1974年からロンドン・スクール・オブ・エコノミクス経済学部の講師となる。以降、欧米の研究機関でも研究を行う。
ジョン・ヒックス、ティボール・シトフスキー、ケネス・アロー、ポール・サミュエルソン、ニコラス・カルドア、アマルティア・センらと共に厚生経済学・社会選択理論において最先端の研究をしていた。二階堂副包とは交友があり、アローやセンとも親交が深くセンの還暦記念論文集を編集した。2000年（平成12年）からは国際な社会選択理論と厚生経済学の学会である社会選択・厚生学会（The Society for Social Choice and Welfare）の会長を務める。
1990年（平成2年）からFellow of the Econometric Society、1999年（平成11年）日本経済学会会長、2000年（平成12年）President of the Society for Social Choice and Welfare。第18期日本学術会議会員・経済理論研究連絡委員長。2003年（平成15年）一橋大における21世紀COEプログラム「現代経済システムの規範的評価と社会的選択」拠点リーダー。2008年（平成20年）にはグローバルCOE社会科学部門審査委員長として社会科学分野拠点の採択決定の任を担い、東京大学21世紀COEプログラム「市場経済と非市場機構との連関研究拠点」を落選させるなど画期的な決定を行った。
日本学術会議副会長、Econometric Society極東会議代表、経済史学会理事、法と経済学会理事、文部科学省文化審議会文化功労者選考分科会委員、独立行政法人評価委員会科学技術・学術分科会臨時委員、産学協力総合研究連絡会議委員、日本銀行金融研究所国内顧問等を歴任。
鈴村ゼミ出身者に吉原直毅（マサチューセッツ大学教授）、須賀晃一（早稲田大学副総長）、廣川みどり（法政大学教授）、後藤玲子（一橋大学名誉教授）など。
2020年1月15日、膵臓がんのため東京都内の病院で死去。76歳没。

## 学歴
- 1962年（昭和37年）3月：愛知県立明和高等学校卒業
- 1966年（昭和41年）3月： 一橋大学経済学部卒業
- 1968年（昭和43年）3月： 一橋大学大学院経済学研究科修士課程修了
- 1971年（昭和46年）3月： 一橋大学大学院経済学研究科博士課程満期取得
- 1981年（昭和55年）10月：経済学博士（一橋大学）"Rational choice, collective decision and social welfare"

## 職歴
- 1971年（昭和46年）：一橋大学経済学部専任講師
- 1973年（昭和48年）：京都大学経済研究所助教授（経済計画研究部門）、ケンブリッジ大学経済学部ブリティッシュ・カウンシル・スカラー
- 1974年（昭和49年）: ロンドン・スクール・オブ・エコノミクス経済学部講師
- 1979年（昭和54年）：スタンフォード大学経済学部客員准教授
- 1982年（昭和57年）：一橋大学経済研究所助教授
- 1984年（昭和59年）：一橋大学経済研究所教授
- 1986年（昭和61年）：オーストラリア国立大学経済学・商学群及び社会科学研究科客員研究員
- 1987年（昭和62年）：ペンシルバニア大学経済学部客員研究員
- 1990年（平成2年）： オックスフォード大学オール・ソウルズ・カレッジ客員研究員
- 2001年（平成13年）：ケンブリッジ大学トリニティ・カレッジ客員研究員
- 1993年（平成5年）： ハーヴァード大学経済学部フルブライト上級研究員
- 2003年（平成15年）：公正取引委員会競争政策研究センター初代所長 兼任
- 2007年（平成19年）：一橋大学定年退職、一橋大学経済研究所特任教授
- 2008年（平成20年）4月：早稲田大学政治経済学術院教授、一橋大学名誉教授、一橋大学経済研究所客員教授
- 2010年（平成22年）：財団法人年金シニアプラン総合研究機構研究部客員研究員、一橋大学経済研究所非常勤研究員
- 2011年（平成23年）4月：早稲田大学政治経済学術院特任教授
- 2011年（平成23年）12月：日本学士院会員
- 2014年（平成26年）3月：早稲田大学定年退職
- 2014年（平成26年）4月：早稲田大学栄誉フェロー、早稲田大学名誉教授、一橋大学経済研究所非常勤研究員（2020年まで[7]）

この間早稲田大学高等研究所所長、早稲田大学高等研究所顧問、早稲田大学公共経営研究科客員教授、高知工科大学客員教授、ロンドン大学ロンドン・スクール・オブ・エコノミクス自然・社会哲学研究センター客員教授、サザン・メソジスト大学客員教授、エセックス大学客員教授、オックスフォード大学セント・アントニーズ・カレッジ日産客員フェロー、フランス社会科学高等研究院客員教授等を歴任。またブリティッシュコロンビア大学等でも教鞭を執る。

## 学会活動
- 1999年 - 2000年 日本経済学会会長
- 2000年 - 2001年 社会選択・厚生学会会長（President, Society for Social Choice and Welfare）
- 2006年 - 2011年 日本学術会議副会長（第20期）
- 2010年 - 2011年 法と経済学会会長

## 社会的活動
- 2007年（平成19年）12月1日から 文部科学省日本ユネスコ国内委員会委員
- 2008年（平成20年）度日本学術振興会グローバルCOEプログラム社会科学部門審査委員長

## 著作

### 単著
- 『経済計画理論』（筑摩書房、1982年）
- Rational choice, collective decisions, and social welfare, Cambridge University Press, 1983. 1984年度日経・経済図書文化賞受賞
- Competition, commitment, and welfare Clarendon Press, 1995.
- 『厚生経済学の基礎：合理的選択と社会的評価』（岩波書店、2009年）
- 『社会的選択の理論・序説』（東洋経済新報社、2012年）（『経済計画理論』の改訂新版）
- 『厚生と権利の狭間』（ミネルヴァ書房、2014年）
- Choice, preferences, and procedures : a rational choice theoretic approach, Harvard University Press, 2016.
- 『厚生経済学と経済政策論の対話：福祉と権利、競争と規制、制度の設計と選択』（東京大学出版会、2018年）

### 共著
- （奥野正寛）『ミクロ経済学. 1』（岩波書店、1985年）
- （奥野正寛）『ミクロ経済学. 2』（岩波書店、1988年）
- （伊藤元重・清野一治・奥野正寛）『産業政策の経済分析』（東京大学出版会, 1988年） 1988年度日経・経済図書文化賞受賞
- （後藤玲子）『アマルティア・セン：経済学と倫理学』（実教出版、2001年・改装新版2002年）
- （須賀晃一・河野勝・金慧）『復興政策をめぐる《正》と《善》　震災復興の政治経済学を求めて１』（早稲田大学ブックレット＜「震災後」に考える＞）（早稲田大学出版部、2012年）
- （鎌田薫・浦野正樹・岡芳明・濱田政則）『災害に強い社会をつくるために　科学の役割・大学の使命』（早稲田大学ブックレット＜「震災後」に考える＞）（早稲田大学出版部、2012年）

### 編著
- 『世代間衡平性の論理と倫理』（東洋経済新報社、2006年）

### 共編著
- （小宮隆太郎・奥野正寛）『日本の産業政策』（東京大学出版会、1984年）
- （奥野正寛・南部鶴彦）『日本の電気通信：競争と規制の経済学』（日本経済新聞社、1993年）
- K. Basu, P. Pattanaik Choice, welfare, and development : a Festschrift in honour of Amartya K. Sen, Perlman,Clarendon Press, 1995.
- Kenneth J. Arrow, Amartya Sen Social choice re-examined : proceedings of the IEA Conference held at Schloss Hernstein, Berndorf, near Vienna, Austria, Macmillan Press, 1995-1997.
- （後藤晃）『日本の競争政策』（東京大学出版会、1999年）
- Kenneth J. Arrow, Amartya K. Sen Handbook of social choice and welfare, Elsevier Science, 2002.
- （塩野谷祐一・後藤玲子）『福祉の公共哲学』（東京大学出版会、2004年）
- （長岡貞男・花崎正晴）『経済制度の生成と設計』（東洋経済新報社、2006年）
- （宇佐美誠・金泰昌）『公共哲学20　世代間関係から考える公共性』（東京大学出版会、2006年）
- （ジョン・ローマー|John Roemer） Intergenerational equity and sustainability, Palgrave Macmillan, 2007.
- Walter Bossert, Consistency, choice, and rationality, Harvard University Press, 2010.

### 訳書
- M.スチュワート『ケインズと現代』（田村貞雄・田村紀之との共訳）（ダイヤモンド社、1969年）
- ランカスター『数理経済学』（時子山和彦との共訳）（好学社、1971年）
- アマルティア・セン『福祉の経済学：財と潜在能力』（岩波書店、1988年）
- アマルティア・セン『不平等の経済学』（須賀晃一との共訳）（東洋経済新報社、2000年）
- Kenneth J. Arrow, Amartya K. Sen, Kotaro Suzumura『社会的選択と厚生経済学ハンドブック』（須賀晃一・中村慎助・廣川みどりとの監訳）（丸善、2006年）

## 受賞・受章
- 日経・経済図書文化賞、1984年（昭和59年）、Rational Choice, Collective Decisions and Social Welfare,Cambridge University[8]
- 日経・経済図書文化賞、1988年（昭和63年）、『産業政策の経済分析』東京大学出版会，1988年（昭和63年）（伊藤元重・清野一治・奥野正寛との共著）[8]
- Fellow of the Econometric Society 1990年（平成2年）[8]
- 紫綬褒章、2004年（平成16年）[8]
- 日本学士院賞、2006年（平成18年）[8]
- 瑞宝重光章、2017年（平成29年）[9]
- 文化功労者、2017年（平成29年）[8]
- 正四位、2020年（令和2年）[10]

## 関連文献
- Walter Bossert; Marc Fleurbaey (2015). “An Interview with Kotaro Suzumura”. Social Choice and Welfare 44 (1):  179-208. doi:10.1007/s00355-014-0827-6. （英語）